# Dune: Casa Corrino
Dune: Casa Corrino (2001) (titlu original Dune: House Corrino) este un roman science fiction scris de Brian Herbert și Kevin J. Anderson, a cărui acțiune se petrece în  universul Dune creat de Frank Herbert. Este a treia carte din Preludiul Dunei, care are loc înaintea celebrului roman din 1965 al lui Herbert Dune. Conform spuselor autorilor, romanele din Preludiul Dunei au fost creionate pornind de la însemnările lăsate de Frank Herbert.

## Intriga
Împăratul Shaddam Corrino IV devine tot mai nemulțumit de faptul că nu deține puterea absolută. La ordinul său, guvernul imperial începe războiul mirodeniei, pentru a face loc substanței sintetice pe care Împăratul speră să o aibă în curând. Casele Landsraad sunt dezbinate, în timp ce depozitele CHOAM-ului și ale Ghildei spațiale se umplu cu mită. Proiectul Amal fiind aproape finalizat, contele Hasimir Fenring este trimis pe Ix pentru a supraveghea ultimele etape ale sintezei sub conducerea respingătorilor Tleilaxu. Însă lucrurile nu stau așa cum se așteaptă Shaddam: șeful proiectului nu intenționează să îi dea pe mână descoperirea, ci vizează el însuși tronul.
Între timp, Rhombur Vernius începe munca dificilă de recuperare după explozia care a luat viața fiului ducelui Leto Atreides. În mâinile doctorului Suk Yueh, el devine mai mult mașină decât om. Hotărât să smulgă Ix din mâinile Tleilaxu, el îl convinge pe Leto să sponsorizeze un atac asupra planetei.
Concubina ducelui, Doamna Jessica, este deja însărcinată cu fiul acestuia, nesocotind ordinele Bene Gesserit de a aduce pe lume o fată. Surorile Bene Gesserit așteaptă cu nerăbdare nașterea mamei lui Kwisatz Haderach de către Jessica, fără să știe că planurile lor sunt pe cale să se năruiască și că viitorul programului lor genetic este acum nesigur, iar viitorul omenirii se află într-un echilibru precar. 
Pe planeta deșertică Arrakis, fremenii s-au adunat sub conducerea lui Liet-Kynes, fiul planetologului imperial care a dat viață speranței unei planete înverzite. Deciși să scape de conducătorii Harkonnen, fremenii își încep campania împotriva opresorilor, plănuind răsturnarea baronului Vladimir. La rândul său, acesta și Piter deVries, pun la punct un plan de stăvilire a puterii crescânde a rivalilor lor de sânge, Casa Atreides.